# Ctenomys viperinus
Espèce
Statut de conservation UICN

 DD  : Données insuffisantes
Ctenomys viperinus est une espèce de rongeurs de la famille des Ctenomyidae. Comme les autres membres du genre Ctenomys, appelés localement des tuco-tucos, c'est un petit mammifère d'Amérique du Sud bâti pour creuser des terriers. Ce rongeur est endémique d'Argentine, où il est considéré par l'UICN comme étant peut être menacé.
L'espèce a été décrite pour la première fois en 1926 par le zoologiste britannique Michael Rogers Oldfield Thomas (1858-1929).

## Distribution
Cette espèce est endémique du Nord de la province de Tucumán en Argentine.

## Publication originale
- (en) Thomas, 1926 : The Spedan Lewis South American exploration. 3. On mammals collected by Sr. Budin in the province of Tucumán. Annals and Magazine of Natural History, ser. 9, vol. 17, p. 602-609.